# Parque nacional de las Cinco Tierras
El Parque nacional de las Cinco Tierras tiene una extensión de 38,6 km2. Se halla en la provincia de la Spezia, en Liguria, en el noroeste de Italia, frente a la costa mediterránea. Se divide en dos partes: la zona costera, el propio parque nacional, y la zona marítima, con el área natural de puerto de La Spezia, en el golfo de La Spezia, protegida. Se considera que se ha alcanzado un equilibrio entre la humanización del paisaje y la naturaleza provechoso para ambos, con el aterrazamiento de las vertientes que en algunos casos caen desde los Apeninos ligures directamente sobre el mar. El parque es atravesado, entre  Riomaggiore y Monterosso, por el Sentiero Azzurro o sendero azul, un itinerario que atraviesa, a lo largo de 12 km, las comunas de Manarola, Corniglia y Vernazza, con un desnivel de 600 m.

## Flora y fauna
La flora está dominada por el pino marítimo, el pino de Alepo, el alcornoque y el castaño. Entre las plantas, Helichrysum, hinojo marino, romero, tomillo y lavanda. Entre las aves, la gaviota patiamarilla, el halcón peregrino y el cuervo grande. Entre los mamíferos, lirón gris, comadreja común, topo, tejón común, garduña, zorro común y jabalí.